# Camuffamento militare

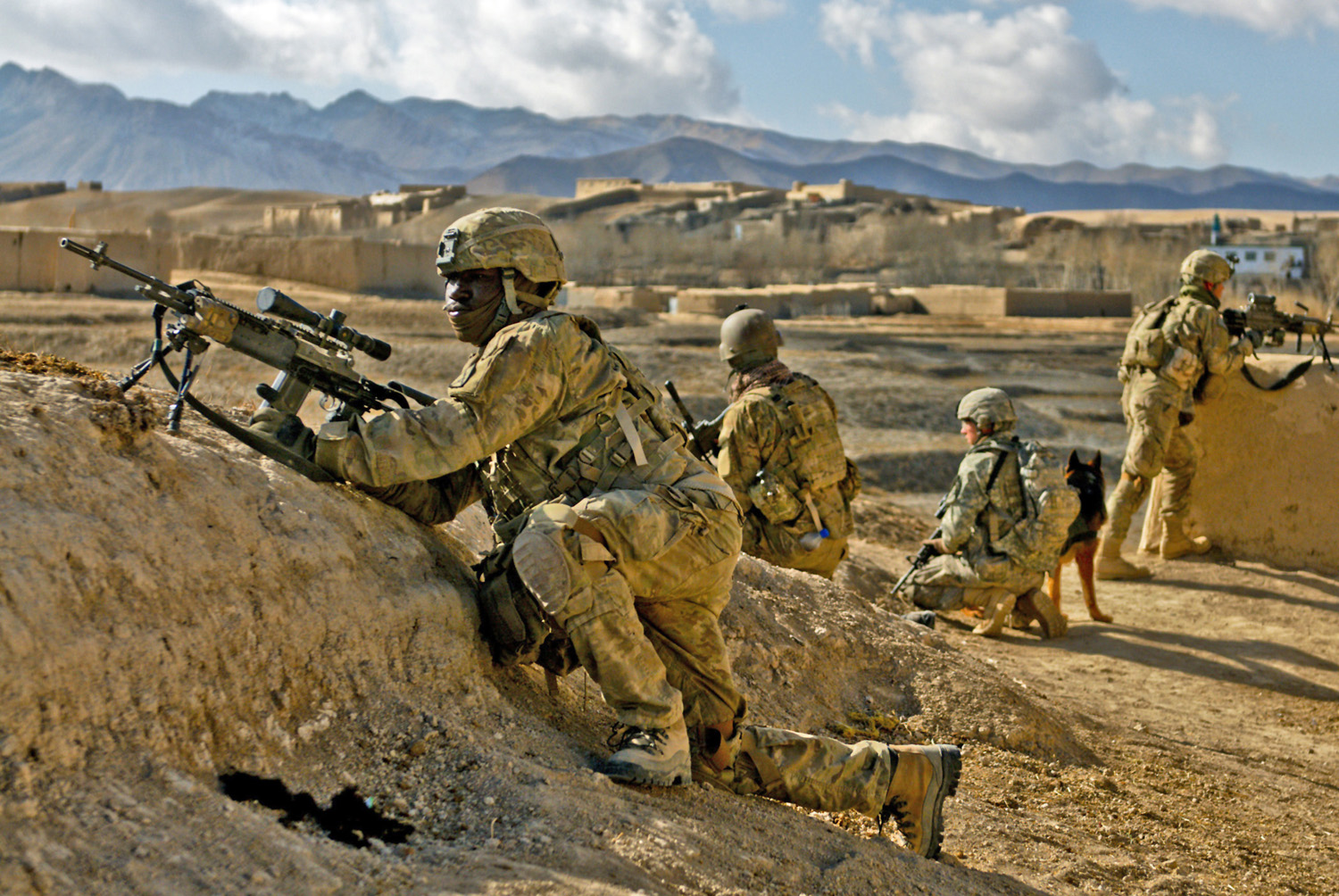
Soldati della 10th Mountain Division statunitense con indosso l'Army Combat Uniform nel 2011 in Afghanistan

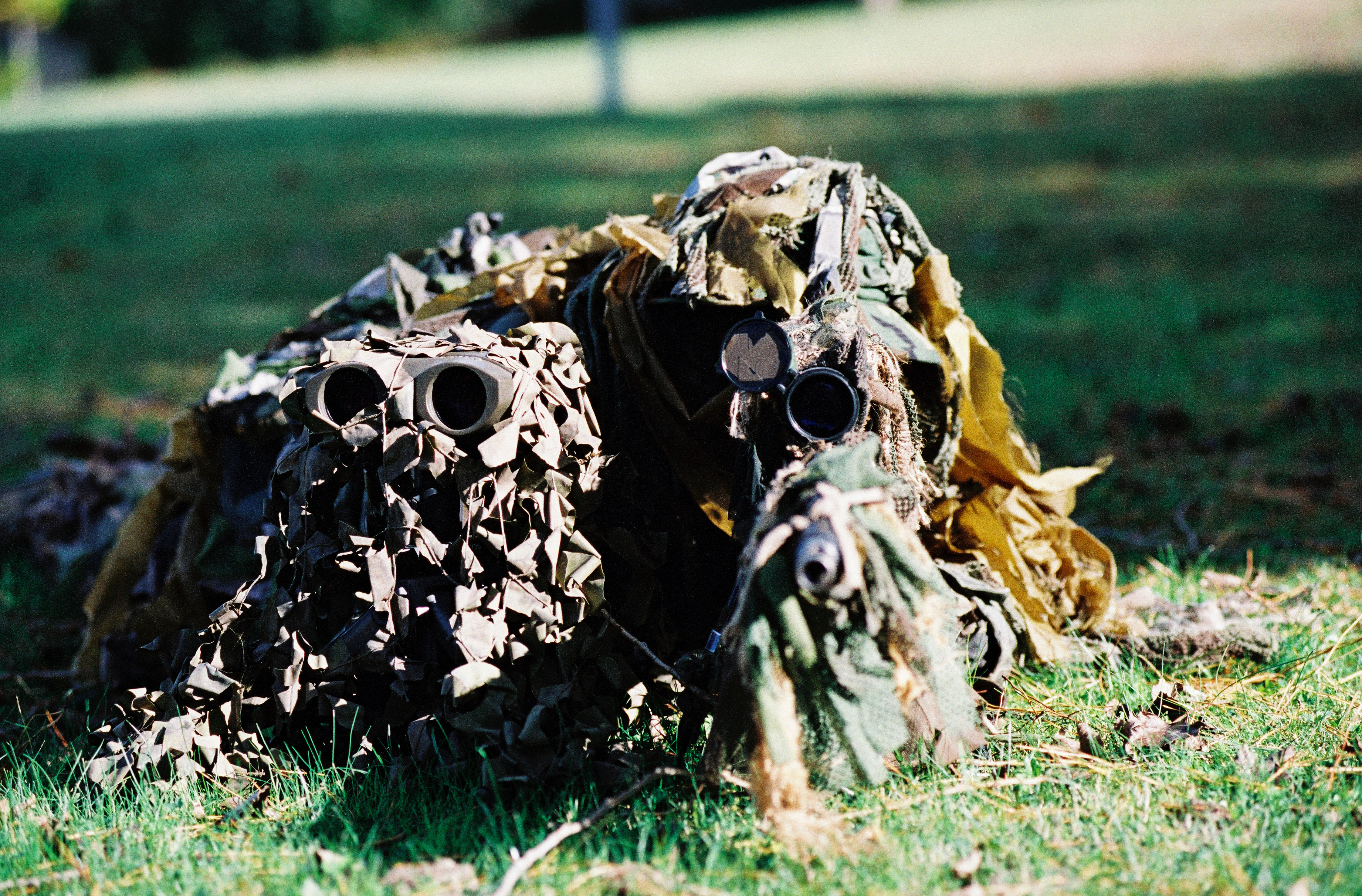
Un tiratore scelto della marina francese camuffato con una ghillie suit. Anche il fucile e il binocolo sono stati camuffati per non essere visti dal nemico

Il camuffamento militare si riferisce a qualsiasi metodo utilizzato per rendere meno rilevabili le forze militari alle forze nemiche. In pratica, è l'applicazione di colori e materiali utili a nascondere all'osservazione visiva (criptismo) o a far sembrare qualcos'altro (mimetismo) uniformi, mezzi e attrezzature militari.
Prima dell'adozione, gli eserciti tendevano a portare colori vivaci e audaci, per impressionare l'unità nemica, ma anche per agevolare l'identificazione delle unità militari nella nebbia prodotta dalla polvere da sparo dei fucili, per attrarre le nuove reclute, e per ridurre la diserzione. Il camuffamento militare venne utilizzato per la prima volta nei primi anni XIX secolo dalle unità di cacciatori e fucilieri, che indossavano uniformi verdi o grigiastre per nascondersi al nemico. L'avvento di fucili sempre più precisi e a ripetizione rese il camuffamento militare una tattica militare vera e propria durante la prima guerra mondiale, dove venne usato per ridurre i rischi del fuoco d'artiglieria avversario e le probabilità di essere osservati per via aerea. Pionieri del camuffamento militare durante la Grande Guerra furono i francesi,, anche se contrariamente ad altri eserciti non vollero occuparsi delle divise, mentre si avvalsero nel 1915 di artisti di arti figurative quali Fernand Léger, Jean-Louis Forain, Loÿs Prat, André Mare e Louis Abel-Truchet, raggruppati in una sezione speciale detta «dei camoufleurs», al comando di un ufficiale, Lucien-Victor Guirand de Scévola che ne fu forse l'inventore. Il camuffamento francese riguardava in particolare i pezzi d'artiglieria e le fortificazioni campali (spesso con punti di osservazione mimetizzati fedelmente per sembrare alberi o altri oggetti). Ben presto i francesi furono seguiti da tutti gli altri eserciti coinvolti nel conflitto. Il camuffamento, quindi, si allargò anche a veicoli, strutture, navi e aerei (dove la colorazione può essere differente tra il lato superiore e quello inferiore), e vennero ingaggiati degli artisti (detti camoufleur, dal francese) per disegnare modelli e schemi per il camuffamento.
Alcuni modelli di camuffamento moderni, ad esempio il CaDPat, lo schema mimetico dell'esercito canadese, risultano invisibili alla radiazione infrarossa dei visori notturni oltre che alla luce visibile. Per le uniformi militari esistono diversi schemi di camuffamento, con colori che riprendono l'ambiente circostante, passando dal grigio cemento per gli ambienti urbani al color sabbia per il deserto, ed i classici toni del bosco mediterraneo o di tipo nordico. I paesi hanno preso strade diverse verso lo sviluppo di camuffamento militare.

## Storia

### Dall'età antica all'inizio del XX secolo
Si hanno notizie di un antico camuffamento navale grazie allo scrittore romano Publio Vegezio Renato, che nel IV secolo riportò che le navi inviate da Giulio Cesare nel 56-54 a.C. ad esplorare le coste della Britannia, durante la conquista della Gallia, erano verniciate in "blu veneziano", paragonabile al verde marino, un colore usato anche dalle truppe imbarcate per i propri vestiti.
Anche nella prima metà del XVI secolo si assisté a esperimenti di mimetismo bellico come il noto annerimento delle corazze, per evitare i riflessi solari e lunari, dei soldati di Giovanni dei Medici conosciuto, appunto, come dalle Bande Nere

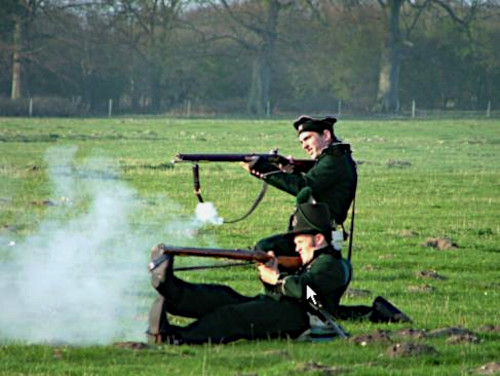
Due soldati del 95º reggimento fucilieri britannico (1802–1816) in uniforme verde

Durante il periodo barocco la diffusione delle armi bianche rispetto alle nuove armi da fuoco, peraltro di portata limitata, diede scarso impulso al camuffamento delle truppe, privilegiando invece la ricognizione, sebbene vi furono piccole eccezioni come i Rogers' Rangers del Regno di Gran Bretagna nella guerra dei sette anni che indossarono divise verdi. Nel 1800 l'avvento di nuovi fucili, tra tutti il fucile Baker, invertì brevemente questa tendenza. Le prime unità regolari ad adottare colori mimetici nelle proprie uniformi sono stati il 95º e 60º reggimento fucilieri britannico, durante le guerre napoleoniche: diversamente dalle altre unità che vestivano divise color scarlatto, questi due reggimenti erano armati con il fucile Baker e vestiti con un'uniforme verde. Il Regno del Portogallo, nel corso della guerra d'indipendenza spagnola, vestì i Caçadores (unità di fanteria leggera) di marrone. Presto seguirono gli altri paesi che, similmente a quanto fatto da Gran Bretagna e Portogallo, istituirono uniformi in varie tonalità di grigio o verde per le unità di fucilieri o di fanteria leggera.

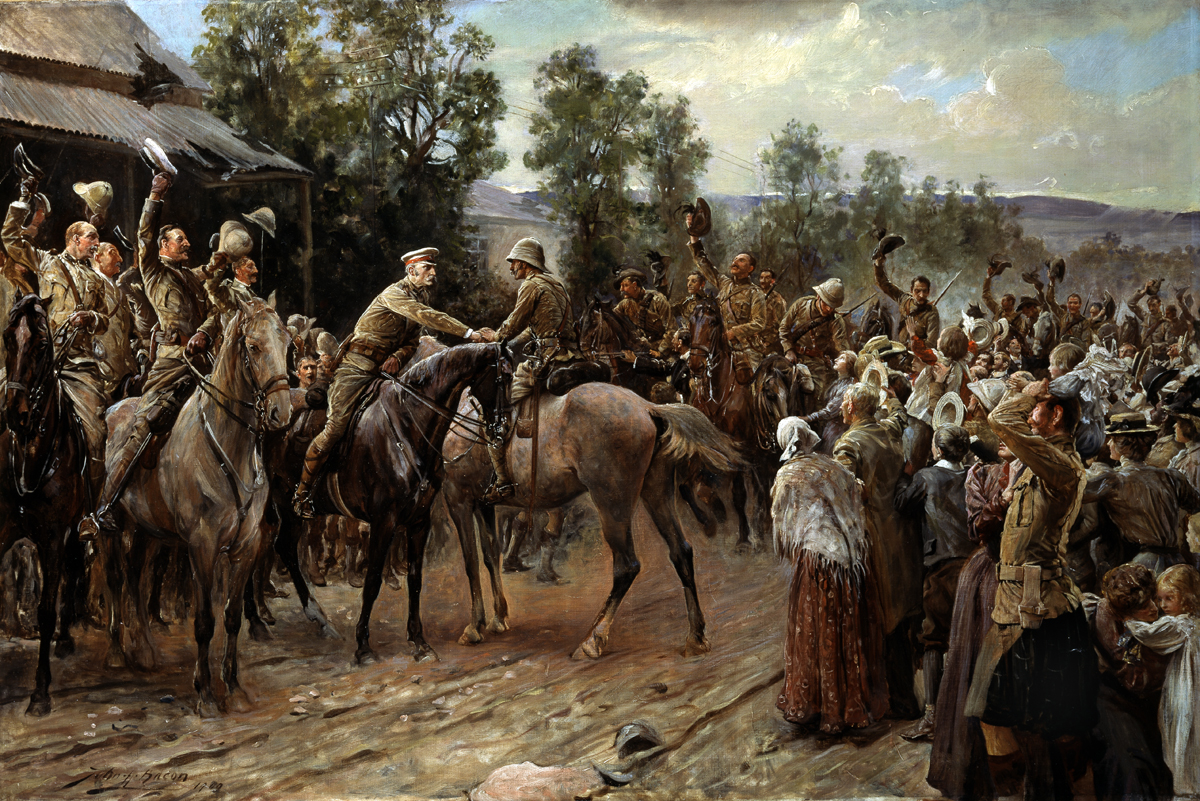
Nel The Relief of Ladysmith di John Henry Frederick Bacon si notano le uniformi color cachi usate dalle forze britanniche nella seconda guerra boera

L'espansione a macchia d'olio di fucili via via sempre più potenti e precisi non andò di pari passo con il camuffamento, soprattutto a causa dei conflitti, prettamente di natura coloniale, avvenuti dopo la fine delle guerre napoleoniche: non si reputò necessario introdurre efficaci camuffamenti da usare contro le popolazioni indigene, poco armate e facili da sconfiggere per gli eserciti europei. Nel 1846 comunque il Corps of Guides britannico di stanza in India cominciò ad usare divise color cachi, un marrone polveroso il cui termine deriva dalla parola urdu-hindi per "polvere". L'esempio venne seguito da altre unità britanniche impegnate a sedare i moti indiani del 1857, che "sbiancarono" le loro uniformi che presero così una varietà di colori che andava dal grigio al marrone chiaro, passando per varie sfumature di bianco e, a volte, giungendo persino ad essere di color lavanda. Tali improvvisate misure di camuffamento si diffusero rapidamente a tutte le truppe britanniche coloniali basate in India e, durante la prima guerra boera (1880-1881), anche a quelle del continente africano. Nel 1896 il color cachi divenne il colore ufficiale delle divise delle truppe britanniche inviate fuori dall'Europa, mentre divenne standard in tutto l'esercito alla fine della seconda guerra boera, nel 1902 (ufficialmente chiamato "drab", un termine che in inglese significa all'incirca "incolore"), applicato alla Service Dress (divisa di servizio). Sempre nella seconda guerra boera i britannici si servirono dei Lovat Scout, guardiacaccia scozzesi che introdussero la tuta Ghillie, ritornata in uso per occultare i tiratori scelti nella prima guerra mondiale.
Gli Stati Uniti d'America, che avevano un'uniforme blu durante la guerra di secessione americana (1861-1865), si affrettarono a seguire i britannici, adottando il colore cachi in quello stesso 1902. Nel 1908 anche l'Impero russo seguì in parte questo cambiamento. Il Regio Esercito italiano inizialmente utilizzò il color grigio-verde per le truppe alpine dal 1906 e solamente nel 1909 estese questo colore a tutto l'esercito. L'Impero tedesco ha adottato il colore "feldgrau" (grigio campo) nel 1910. Allo scoppio della prima guerra mondiale, nel 1914, solo la Francia non aveva seguito l'esempio delle altre nazioni.

### La prima guerra mondiale

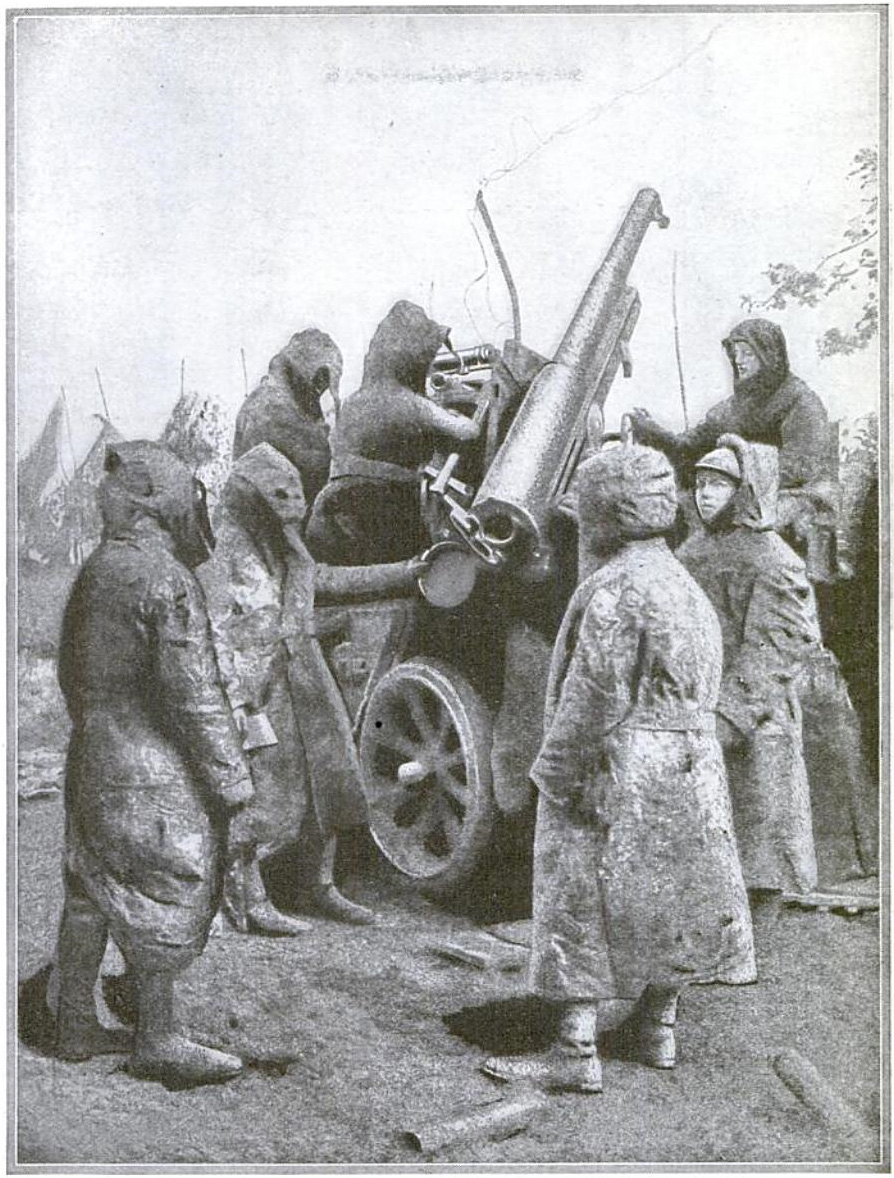
Esempio di camuffamento durante la prima guerra mondiale, da una stampa statunitense del 1918

La prima guerra mondiale fu il primo conflitto industriale su grande scala combattuto con armi moderne. Le dure condizioni di vita dei soldati al fronte occidentale spinsero alla fine anche la Francia ad adottare una nuova divisa. In precedenza le divise francesi, nelle fasi iniziali della Grande Guerra, erano di colore rosso vivo (Garance) e blu. Un tentativo di introdurre un'uniforme mimetica avvenne nel 1911, ma incontrò una forte opposizione in quanto i pantaloni rossi erano visti come un simbolo della dottrina militare francese. Eugène Étienne, ex ministro della guerra, espresso il proprio disaccordo con l'idea del camuffamento delle divise: « Abolire i pantaloni rossi? Mai! la Francia ha pantaloni rossi ». Per quanto riguarda invece i chepì rossi, furono invece coperti con appositi teli e grazie all'esperienza acquisita durante la guerra, venne introdotta una nuova uniforme grigio-azzurra e successivamente anche una divisa mimetica chiamata "Léopard", su disegno del soldato pittore Louis Guingot.
L'uso di mitragliatrici e di artiglieria a lungo raggio comportò la necessità di dover camuffare anche veicoli e postazioni fisse, oltre che l'artiglieria stessa. Cannoni e obici vennero presto ricoperti con vernici che ne nascondessero il più possibile la forma, mentre le postazioni di osservazione in acciaio vennero camuffate come se fossero degli alberi. Le truppe specializzate, in particolare i tiratori scelti, furono fornite di speciali divise fatte a mano (tute ghillie – ghillie suit) che utilizzavano veli a motivi geometrici per coprire la testa e il fucile, utilizzate originariamente in Scozia dalle guardie anti-bracconaggio ma considerate effeminate e disprezzate fino alla fine del XIX secolo.
L'entrata in scena degli aerei significò, per le truppe di terra, doversi nascondere anche dai ricognitori in cielo, ma a loro volta anche gli aerei dovettero essere camuffati quando non erano in volo. Nel 1917 l'Impero tedesco creò uno schema mimetico dirompente con motivi romboidali (Lozenge), presto esteso a tutti gli Imperi centrali, con cui mimetizzare gli aerei. Un simile schema mimetico dirompente, il Buntfarbenanstrich 1918, venne adottato nel 1918 per i carri armati e per gli Stahlhelm, gli elmetti dei soldati.

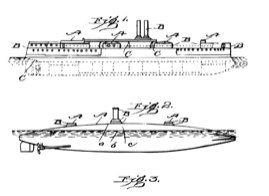
Il bozzetto allegato al brevetto del 1902 per nascondere le ombre di navi e sommergibili registrato a nome dell'artista statunitense Abbott Thayer

Nel 1892 un artista e zoologo amatoriale statunitense, Abbott Handerson Thayer, pubblicò un libro dal titolo Concealing colouration in the Animal Kingdom (traducibile in "colorazione nascosta nel regno animale"), che fu letto da molti capi militari; sebbene la difesa di Thayer della "contro-illuminazione" (per nascondere le ombre) non ebbe successo, l'artista registrò comunque un brevetto per nascondere le ombre dei sommergibili e delle navi.
La psicologia della Gestalt influenzò lo sviluppo del camuffamento, in quanto ci si domandava come fosse possibile che non si vedesse nulla. Anche alcuni movimenti artistici contemporanei, come il post-impressionismo, il fauvismo francese, il cubismo, il vorticismo e l'impressionismo influenzarono lo sviluppo del camuffamento, affrontando questioni sui contorni spezzati, sull'astrazione e sulla teoria dei colori.
L'esercito francese istituì, primo tra tutti gli eserciti, un apposito dipartimento per il camuffamento ad Amiens nel 1915, diretto da Lucien-Victor Guirand de Scévola. Gli esperti che vi facevano parte, chiamati camoufleur, erano per lo più pittori, scultori e artisti di teatro (si ricordano, tra i tanti, Jacques Villon, André Dunoyer de Segonzac, Charles Camoin e André Mare). Scévola fu inoltre l'inventore dei già citati posti d'osservazione camuffati da alberi, pensati per la prima volta nel maggio del 1915, e del telo a rete per coprire le postazioni delle mitragliatrici, introdotto nel 1917 e utilizzato per un totale di sette milioni di metri quadrati entro la fine della guerra. Nel 1918 il dipartimento per il camuffamento francese aveva alle proprie dipendenze circa 9.000 persone, senza contare i camoufleur "indipendenti" al fronte. Anche se la maggior parte di questi uomini erano pittori tradizionali, il capo del dipartimento affermò che per deformare totalmente l'aspetto degli oggetti li faceva rappresentare da esponenti del cubismo.
Altri paesi, visti i vantaggi dati dal camuffamento, adibirono dei veri e propri uffici e delle unità addette allo studio e alla realizzazione delle divise e dei vari materiali:
- Gran Bretagna: British Camouflage Section, nata nel tardo 1916 a Wimereux;
- Stati Uniti d'America
  - New York Camouflage Society, aprile 1917;
  - Official Company A, 40th Engineer Regiment, gennaio 1918;
  - Women's Reserve Camouflage Corps;
- Italia: Laboratorio di mascheramento, 1917.

### La seconda guerra mondiale

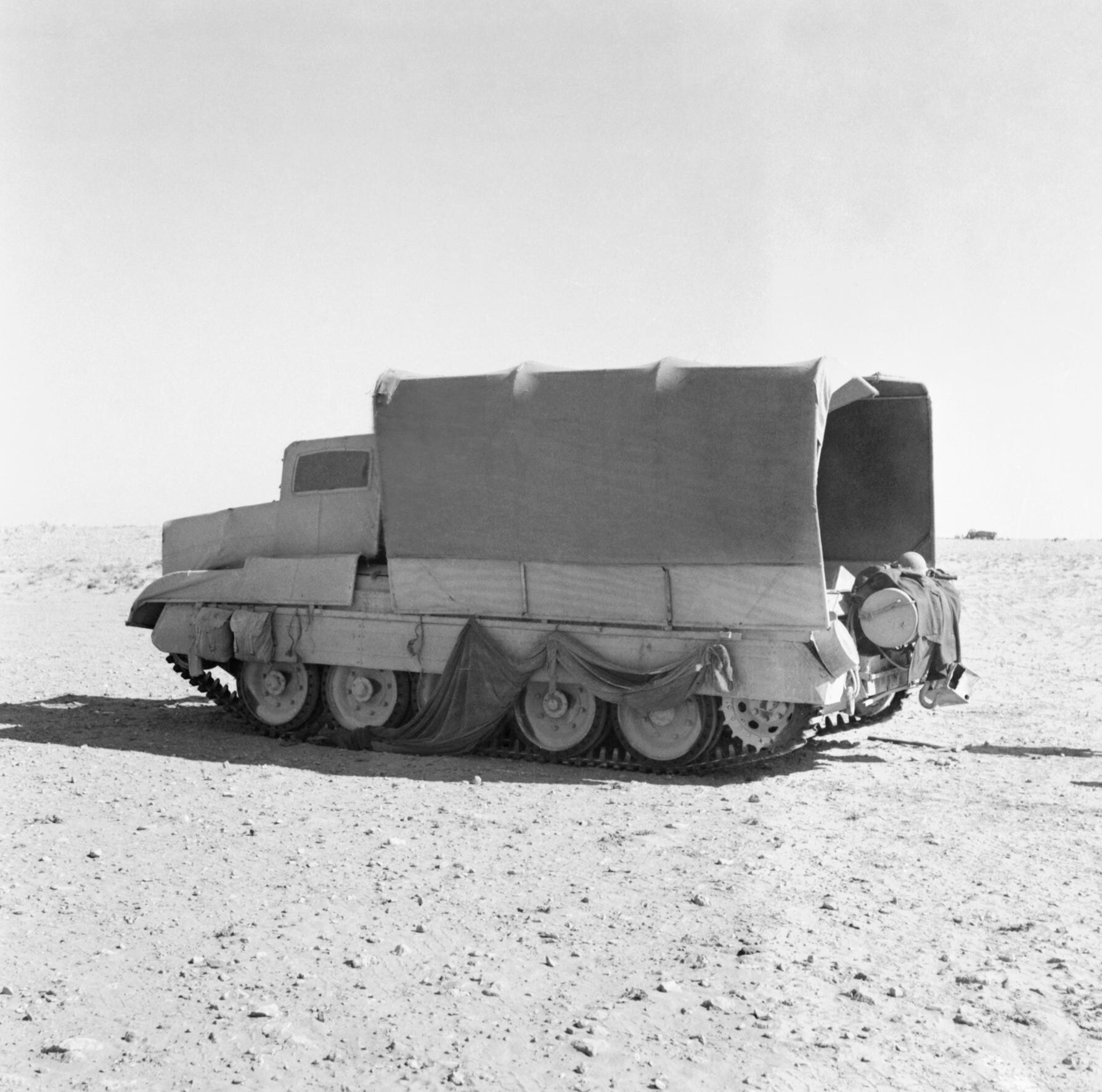
Un carro armato Crusader camuffato come se fosse un normale camion. Parte delle misure di inganno iniziate con l'operazione Bertram durante la campagna del Nordafrica (1940-1943)

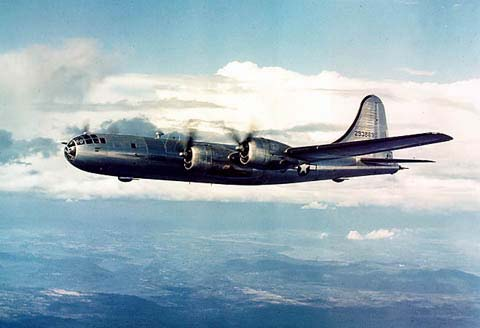
Un bombardiere Boeing B-29 Superfortress senza la verniciatura, cosa tipica tra gli aerei statunitensi durante la fine della seconda guerra mondiale

Nel periodo interbellico sia l'Italia che la Germania introdussero degli schemi mimetici per le tende da campo, rispettivamente il "telo mimetico mod. 1929" e lo Splittertarnmuster (traducibile come "schema scheggiato"). Durante la seconda guerra mondiale, entrambe le nazioni ripresero questi schemi per le uniforme delle unità di paracadutisti. I paracadutisti britannici adottarono il Denison Airborne Smock Camouflage nel 1942, mentre i sovietici impiegarono per i tiratori scelti uno schema in stile "ameba".
Nel 1940 lo zoologo britannico Hugh B. Cott descrisse nel suo libro intitolato Adaptive Coloration in Animals tutte le tecniche di camuffamento e mimetizzazione del regno animale, facendo comparazioni con il camuffamento militare.
Sovietici e britannici adottarono uno schema mimetico ad onde per le superfici laterali e superiori degli aerei, mentre gli statunitensi rimasero su un semplice tema monocolore o, addirittura, non applicarono nessuno schema mimetico. Uno degli schemi più ricorrenti tra la Regia Aeronautica e qualche aereo giapponese durante la guerra fu quello maculato. I tedeschi usarono principalmente un motivo angolare-scheggiato, anche se, specialmente verso la fine della guerra, provarono un gran numero di schemi mimetici. L'esercito tedesco applicò gli schemi mimetici anche ai veicoli, mentre i mezzi degli Alleati rimasero perlopiù di un unico colore. I sovietici fecero uso del concetto di maskirovka (inganno) per impostare l'effetto sorpresa su, appunto, l'inganno e il camuffamento, come fece l'Armata Rossa nella battaglia di Kursk.
In vista della decisiva terza battaglia di El Alamein (1942) il Middle East Command Camouflage Directorate (direttorato per il camuffamento del comando del Medio Oriente) britannico, composto prevalentemente da artisti inseriti nel corpo dei Royal Engineers, mise in piedi l'operazione Bertram per ingannare gli italo-tedeschi sulla reale posizione e consistenza numerica delle truppe corazzate britanniche: venne realizzata un'intera divisione corazzata composta da finti carri armati, mentre quelli veri vennero camuffati per farli sembrare normali veicoli da trasporto. Simili inganni vennero usati anche in Europa (operazione Bodyguard per lo sbarco in Normandia) e nel Pacifico (battaglia dell'isola Goodenough, parte della campagna della Nuova Guinea).
I bombardamenti strategici spinsero gli schieramenti in campo a camuffare gli aeroporti e altri centri di produzione industriale, magari creando finti luoghi di lavoro. L'avvento delle armi nucleari rese inutili queste pratiche.

## Principi

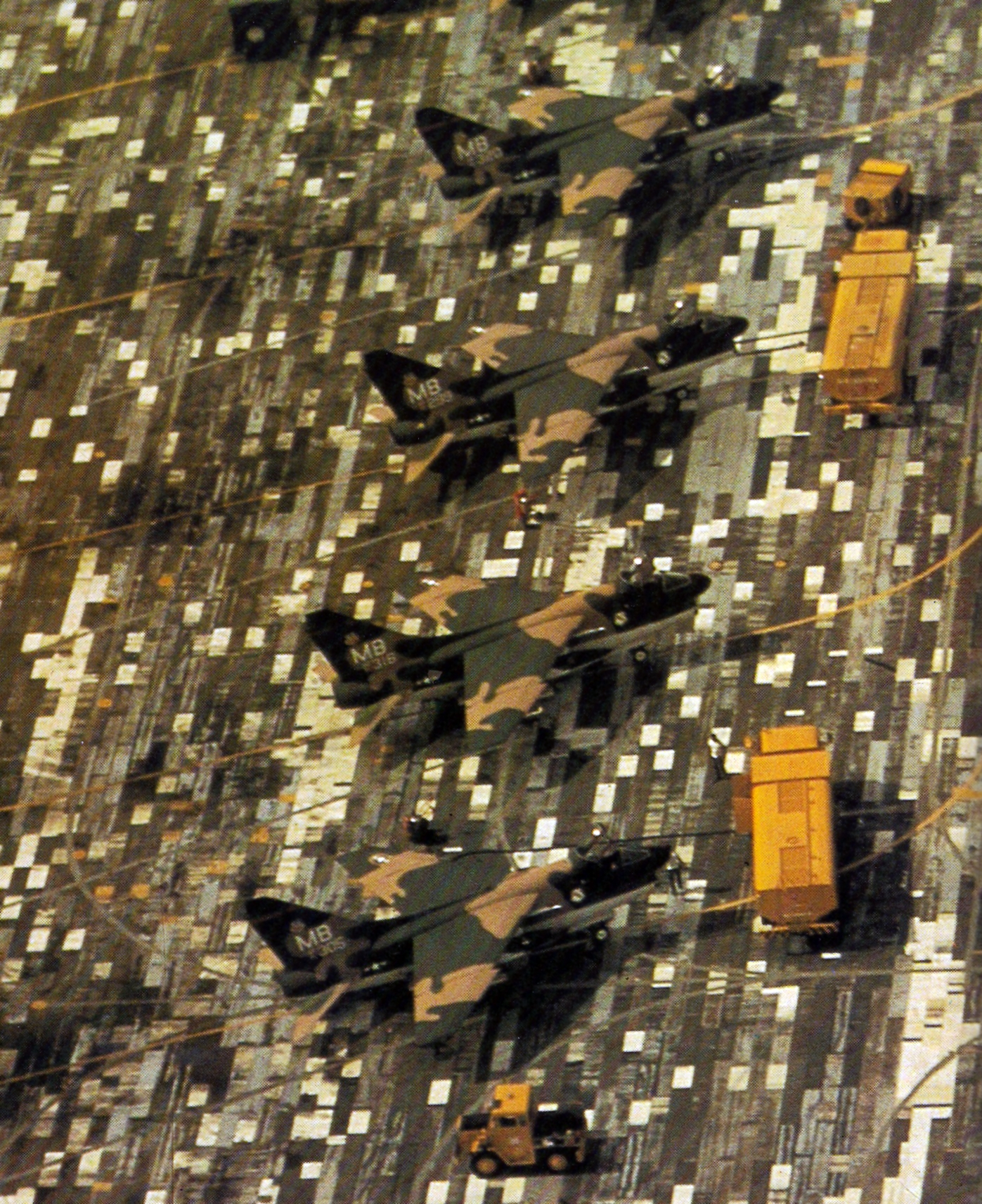
Thailandia, 1972: A-7D Corsair camuffati con uno schema dirompente sopra una superficie "contro-illuminata" con del bianco per nascondere le ombre, anch'essa disegnata secondo lo schema dirompente.

Il camuffamento militare ha come obiettivo principale ingannare il nemico riguardo alla presenza, posizione e movimento delle proprie unità militari avvalendosi di occultamenti, travestimenti e altri accorgimenti ingannevoli applicati alle truppe di terra, ai veicoli, agli aeromobili e ad ogni tipo di struttura o postazione militare. Alcune tecniche usate nel camuffamento sono l'annullamento delle ombre, la "rottura" delle linee umane o dei mezzi, il mimetismo e il camuffamento accecante.
Dato che la vista è il principale organo di senso dell'essere umano, il camuffamento si concentra sullo sviare e ingannare l'occhio umano. Nella guerra moderna alcune forme di camuffamento offrono "riparo" anche dalla sorveglianza radar e dalla radiazione infrarossa.

### Compromessi

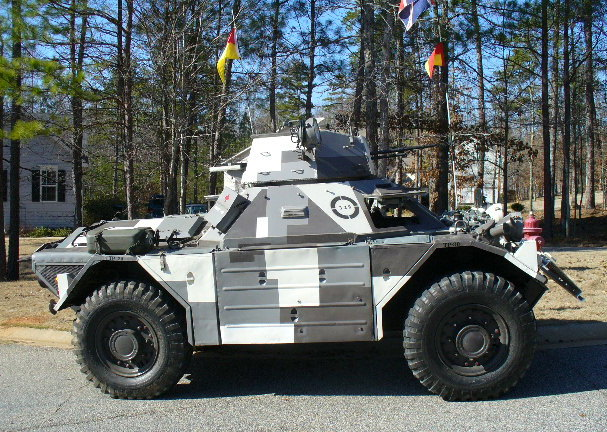
Un mezzo corazzato Ferret con il camuffamento in stile "Berlino" pensato per l'ambiente urbano della capitale tedesca

Se le modalità di camuffamento sono teoricamente illimitate, la pratica sul campo impone delle limitazioni che devono tener conto delle condizioni atmosferiche e della necessità di muoversi e fare fuoco. Se non vi sono particolari motivazioni, inoltre, il camuffamento può essere abbandonato del tutto: durante le ultime fasi della seconda guerra mondiale ad esempio le forze aeree dell'esercito degli Stati Uniti rinunciarono a camuffare gli aerei a causa dell'ormai inesistente reazione da parte della caccia tedesca, mentre nella guerra di Corea alcuni aerei volarono senza vernice, lasciando quindi esposto il metallo con cui erano costruiti, per ridurre la resistenza fluidodinamica e il peso.
Ogni terreno necessita di un particolare schema di camuffamento, la cui efficacia dipende dal contrasto e dai toni dei colori usati. Forti contrasti e linee dirompenti sono ottime per ambienti di foresta dove dominano le ombre e i giochi di luce, mentre bassi contrasti sono più adatti ai terreni aperti e con poche ombre. Dal momento che le unità militari possono muoversi in diversi ambienti nello stesso giorno (foresta, città ecc.), gli eserciti del mondo hanno pensato a delle uniformi in grado di adattarsi a diversi scenari bellici, generalmente contemplando due tipi di mimetismo per le uniformi: foresta/giungla e deserto. Esistono anche mimetizzazioni "stagionali" da applicare sopra l'uniforme "normale", oppure uniformi concepite appositamente per la stagione invernale; durante la seconda guerra mondiale le Waffen-SS avevano tenute double face estive/autunnali con la possibilità di aggiungervi mimetiche per l'inverno.
Nel 2004 gli Stati Uniti introdussero una mimetica universale per tutti gli ambienti, la Universal Camouflage Pattern (UCP), ritirata tuttavia dopo alcuni anni a causa della sua bassa efficacia. Per contro, come esempio di mimetica estremamente specifica, durante la guerra fredda le truppe britanniche a Berlino applicarono ai loro veicoli la "Berlin camo", caratterizzata da forme quadrate di varie tonalità di grigio per meglio occultare i mezzi sullo sfondo delle costruzioni dell'ex capitale tedesca.

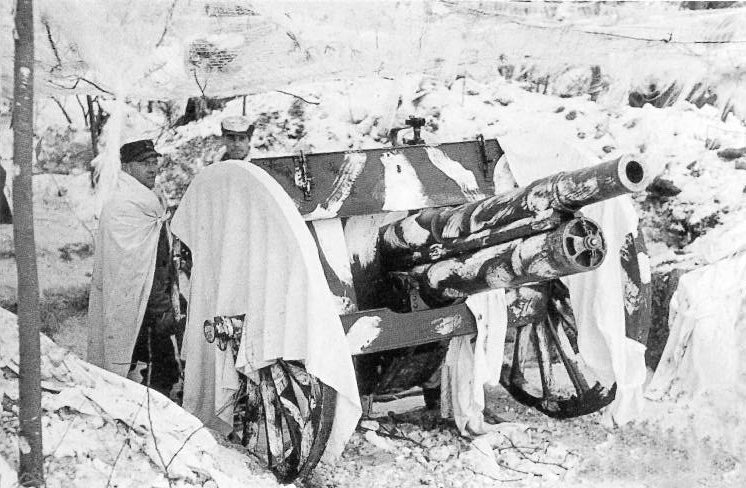
Artiglieria finlandese durante la guerra d'inverno con un'improvvisata mimetica invernale

### Movimento
Gli schemi mimetici producono nei soggetti fermi un criptismo maggiore rispetto alle tinte unite, mentre il loro effetto è minore nel caso di soggetti in movimento. Durante la seconda guerra mondiale i soldati angloamericani scoprirono che indossando una semplice uniforme verde in movimento era più difficile essere individuati che indossando una divisa da combattimento in schema mimetico. Dopo la fine della guerra, gran parte delle nazioni scelse di abbandonare gli schemi mimetici. Alcune, come l'Austria e Israele, non le adottano a tutto il 2012. Seguendo questa linea di pensiero, si tende a ricoprire gli aerei moderni con della vernice monocolore grigia, sia nelle superfici laterali, sia in quelle superiori ed inferiori.

### Scala degli schemi e digitalizzazione

Schema di camuffamento mimetico con motivo digitale (o pixellato) applicato ai veicoli militari delle Forze armate ucraine prima del 7 giugno 2021

A seconda delle dimensioni dell'oggetto da camuffare, occorre utilizzare uno schema mimetico con un'appropriata scala di rappresentazione: persone e piccoli veicoli militari vogliono schemi in piccola scala, più efficaci sulle distanze medio-corte, mentre per veicoli di dimensioni maggiori si usano schemi in grande scala, per renderli meno visibili da lontano.
Durante la seconda guerra mondiale il tedesco Johann Georg Otto Schick, dal 1935 direttore del nuovo dipartimento camuffamento, disegnò alcuni schemi mimetici per le Waffen-SS combinando nello stesso schema elementi micro e macro. Le forze armate tedesche ripresero l'idea negli anni settanta introducendo lo schema mimetico denominato Flecktarn, contraddistinto da piccole macchie dai contorni sfumati (attenuando quindi gli elementi in scala più grande) che rendono il soldato più difficile da individuare. Nei fatti le mimetiche pixellate hanno preceduto il disegno tecnico assistito dall'elaboratore di molti anni, venendo studiate addirittura nel 1944 o nel 1945 in Unione Sovietica, dove vennero condotti esperimenti culminati nello schema pixellato "TTsMKK" (TryokhTsvetniy Maskirovochniy Kamuflirovanniy Kombinezon – divisa per il travestimento a tre colori – verde oliva, sabbia e nero). Negli USA l'interesse per le divise pixellate cominciò, senza troppo successo, negli anni settanta per merito dell'ufficiale dell'esercito Timothy R. O'Neill, il quale suggerì che schemi costituiti da quadrati colorati fossero più efficienti di altre mimetizzazioni. Dal 1978 ai primi anni 1980, il 2º reggimento di cavalleria corazzata statunitense di stanza in Europa, ha utilizzato un modello pixellato di camuffamento, Dual Texture (Dual-Tex), sui propri veicoli. Durante il 1979 e il 1980, l'esercito australiano ha invece sperimentato il Dual-Tex sui suoi elicotteri. Attorno al 2000 la Flecktarn tedesca venne ripresa dal corpo dei Marine statunitensi per dare vita alla MARPAT (MARine PATtern) e dall'esercito canadese che creò la CaDPat (CAnadian Disruptive PATtern), che fu il primo ad introdurre una divisa da combattimento realizzata con l'ausilio dei computer (da cui il termine "digitale"). Il termine "digitale" viene anche accostato a divise non pixellate ma disegnate comunque al computer come la MultiCam statunitense o l'italiana in stile frattale "vegetato". Il camuffamento digitale è detto anche "digicam", dall'inglese per digital camouflage.
Tuttavia, stando al brevetto della MARPAT, la digitalizzazione non contribuisce in sé per sé all'effetto camuffato, servendo unicamente come metodo per semplificare il design e facilitare la produzione di massa delle uniformi. Nonostante la loro crescente diffusione, i critici sostengono che l’abbigliamento pixellato ha una funzione più prettamente estetica che funzionale.
| Tipo         | Descrizione | Esempio |
| ------------ | --- | ------- |
| Flecktarn    | Camuffamento ufficiale delle forze armate tedesche, la Bundeswehr                                                             |         |
| CaDPat       | Camuffamento ufficiale dell'esercito canadese, il Canadian Army, che per primo ha adottato un camuffamento digitale pixellato |         |
| MARPAT       | Camuffamento ufficiale dell'United States Marine Corps, nella foto in versione "woodland "                                    |         |
| UCP o ACUPAT | Camuffamento ufficiale dell'United States Army                                                                                |         |
| Vegetato     | Camuffamento ufficiale dell'Esercito Italiano                                                                                 |         |
| MultiCam     | Camuffamento ufficiale di varie unità militari, tra cui i Marine cileni, i servizi segreti russi e l'esercito australiano     |         |

### Tecnologie stealth e camuffamenti non-visivi

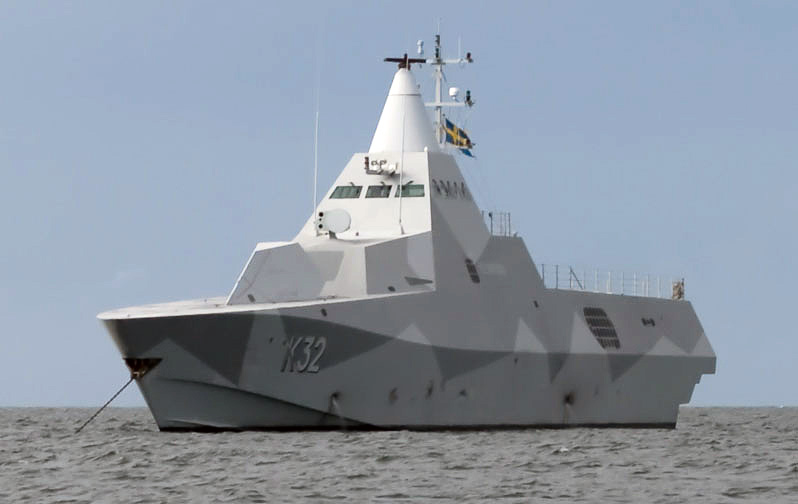
Una corvetta svedese classe Visby con il convenzionale camuffamento navale e un design stealth

L'avvento dei radar, dei sonar e di altri apparecchi in grado di individuare cose e persone dove l'occhio umano non sarebbe mai arrivato, ha fatto sì che fossero introdotte tecnologie stealth per eludere la sorveglianza dei nuovi "osservatori elettronici". Alcune navi e aerei sono stati progettati seguendo un design in grado di riflettere gli impulsi radar, facendo inoltre uso di materiali radar-assorbenti. L'uso di missili a guida infrarossa ha dato un forte impulso a cercare un modo per ridurre la traccia di calore dei propulsori aeronautici, ad esempio dando agli ugelli di scarico una forma in grado di disperdere velocemente il calore prodotto dal motore con l'aria fredda circostante, oppure posizionando gli scarichi dei motori nella parte superiore del velivolo in condotti ventilati (come avviene nel bombardiere statunitense B-2 Spirit).
Per ridurre il rumore sonoro i sommergibili moderni sono ricoperti con del materiale in grado di assorbire le onde generate dai sonar, alcuni elicotteri adottano accorgimenti per ridurre il rumore delle pale mentre, di solito, per le uniformi si usano i bottoni normali al posto di quelli a pressione o del velcro.
Il camuffamento dall'olfatto è invece più raro. Uno degli esempi più significativi di questo tipo di camuffamento è quello usato dai tiratori scelti che ricoprono la propria ghillie suit con fango o altro materiale atto a coprire l'odore della persona.

## Ambito di applicazione

### Veicoli

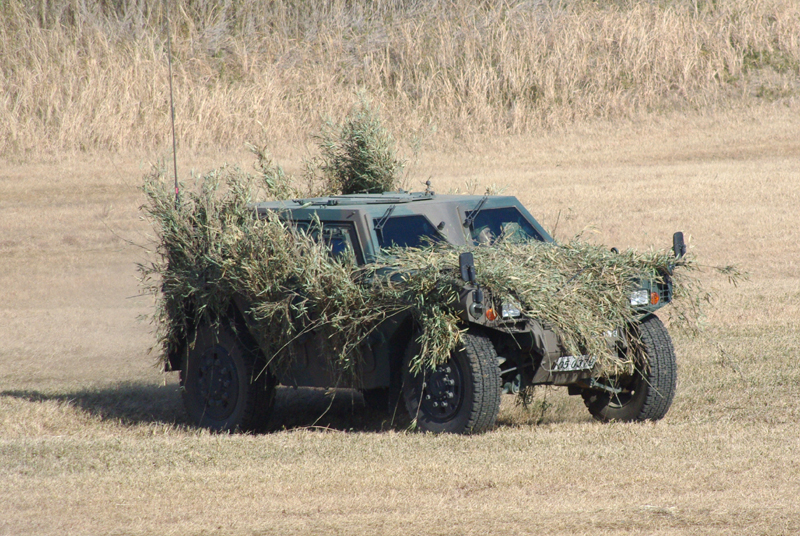
Esempio di un Komatsu LAV - Light Armored vehicle (JGSDF) camuffato come l'ambiente circostante

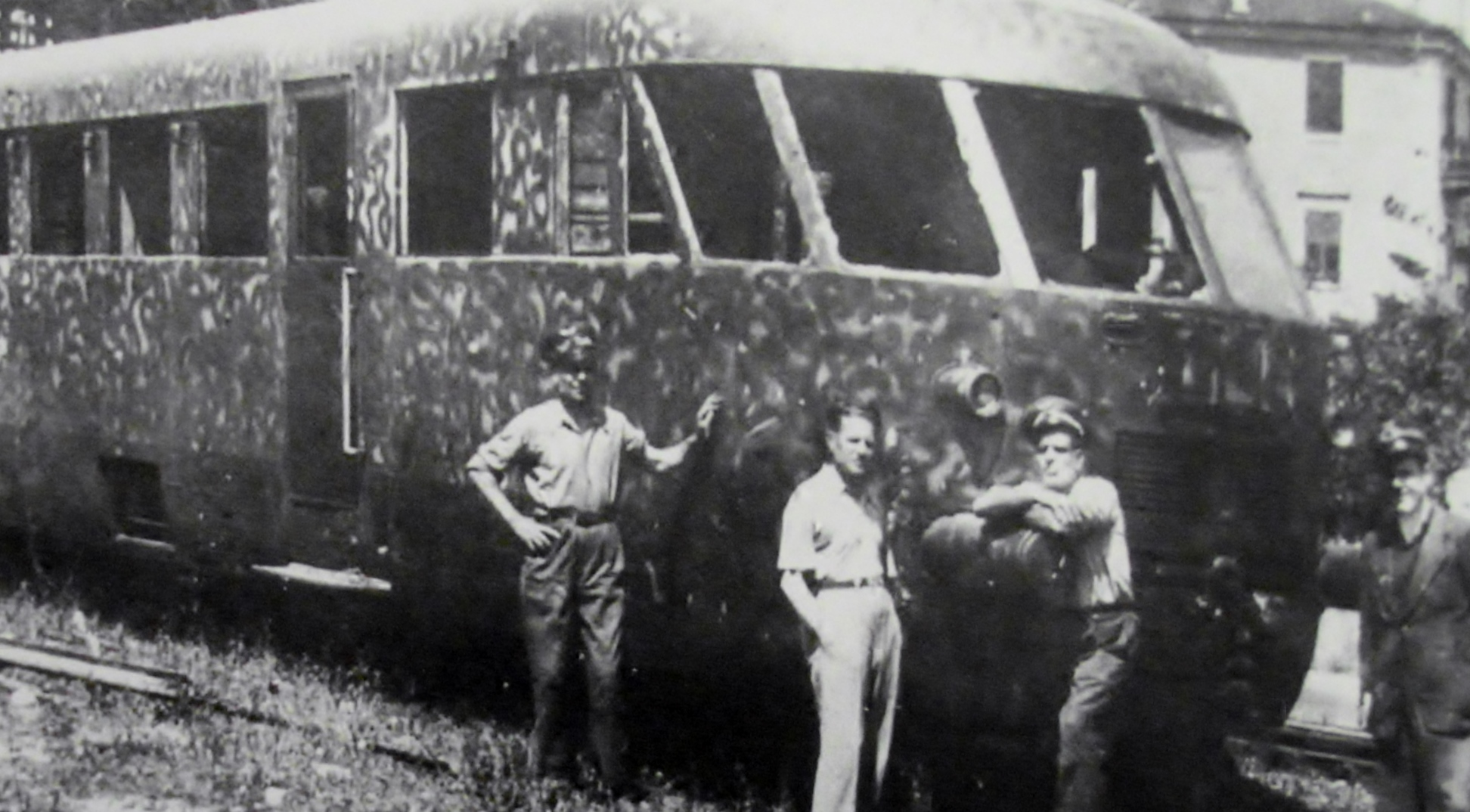
Automotrice Breda camuffata per sfuggire ai bombardamenti del 1943 a Mezzolombardo

Lo scopo della mimetizzazione per i veicoli terrestri e le attrezzature si differenzia dal camuffamento personale in quanto la minaccia principale è data dalla ricognizione aerea. L'obiettivo diventa quello di interrompere la caratteristica forma del veicolo, per rendere il veicolo difficilmente individuabile quando questo presenta un colore simile al suolo sottostante.
La pittura dei veicoli è forse una delle misure meno efficaci, ma costituisce una base per altre tecniche. I veicoli militari spesso si sporcano quando sono operativi e quindi rendono vana la sua mimetizzazione, e nonostante i colori solitamente opachi, un veicolo bagnato risulta comunque lucido e ben distinguibile, soprattutto dall'alto. I modelli che sono stati progettati hanno l'obiettivo di rendere più difficile interpretare le ombre e forme di un veicolo. L'esercito britannico ha adottato un sistema dirompente per propri veicoli che operarono nel deserto pietroso durante la Campagna del Nord Africa e anche in Grecia, conosciuto a posteriori come "schema Caunter". Questo fu utilizzato con sei colori applicati su linee rette.
Lo Special Air Service britannico ha utilizzato il color rosa come colore primario sui suoi veicoli di pattuglia, i Land Rover Series IIA, soprannominate pantere rosa, dato che questo risultava indistinguibile dalla sabbia, da una certa distanza.
Anche apposite coperture mediante reti possono essere efficaci per ridurre la visibilità di un oggetto. Le reti mimetiche tradizionali utilizzano un tessuto guarnitore per generare una texture apparente, con una profondità d'ombra che si viene a creare sotto di essa. Reti maggiormente moderne tendono ad essere composte da un tessuto continuo, in quanto più facile da implementare in un veicolo e non presenta "buchi" tra le macchie di contorno rispetto alle reti tradizionali. Le reti occasionalmente possono essere fissate per una posizione intorno a delle torrette o postazioni semoventi, che possono, se adeguatamente posizionate, rimanere al loro posto senza essere individuate. Purtroppo le reti sono meno efficaci se si utilizzano sensori radar o a visione termica. Più pesanti, e più durevoli sono i sistemi di camuffamento mobili, sviluppati per colmare il divario tecnologico tra la pittura e le reti mimetiche. Essenzialmente sono delle sottospecie di coperture che possono includere materiali con proprietà termiche e radar.

### Imbarcazioni

La nave da battaglia Roma, con la livrea mimetica modello 1942

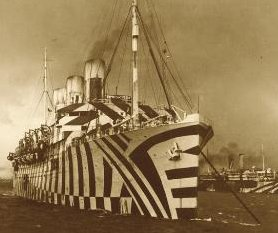
Esempio di camuffaggio Dazzle su una nave inglese durante la prima guerra mondiale

Fino al XX secolo, le armi navali hanno avuto una portata molto corta, e perciò la mimetizzazione non era così importante per le navi, e per gli uomini a bordo. Schemi grafici sono stati selezionati sulla base della facilità di manutenzione o di estetica, con una sovrastruttura generalmente in color camoscio (con raccordi in ottone lucido) e scafi bianchi o neri. Al fine del secolo, con il crescente numero di battaglie navali, come dimostra la battaglia di Tsushima, si rese necessaria l'introduzione di una mimetizzazione anche per le navi. Ciò doveva consentire alle navi di riuscire a svanire nella nebbia, senza essere viste. Tale mimetizzazione presentava infatti qualche sfumatura grigiastra.
Durante la prima e la seconda guerra mondiale, la mimetizzazione di tipo Dazzle veniva utilizzata non tanto per fare sparire le navi, ma per farle sembrare più piccole e/o più veloci, per favorire un'errata identificazione da parte del nemico e di rendere le navi più difficile da colpire.
Dopo la seconda guerra mondiale, e quindi con l'utilizzo del radar rese la mimetizzazione generalmente meno efficace. Tuttavia, la mimetizzazione delle navi potrebbe aver contribuito a proteggere le navi statunitensi dalle batterie costiere vietnamite che utilizzavano telemetri ottici.

### Velivoli

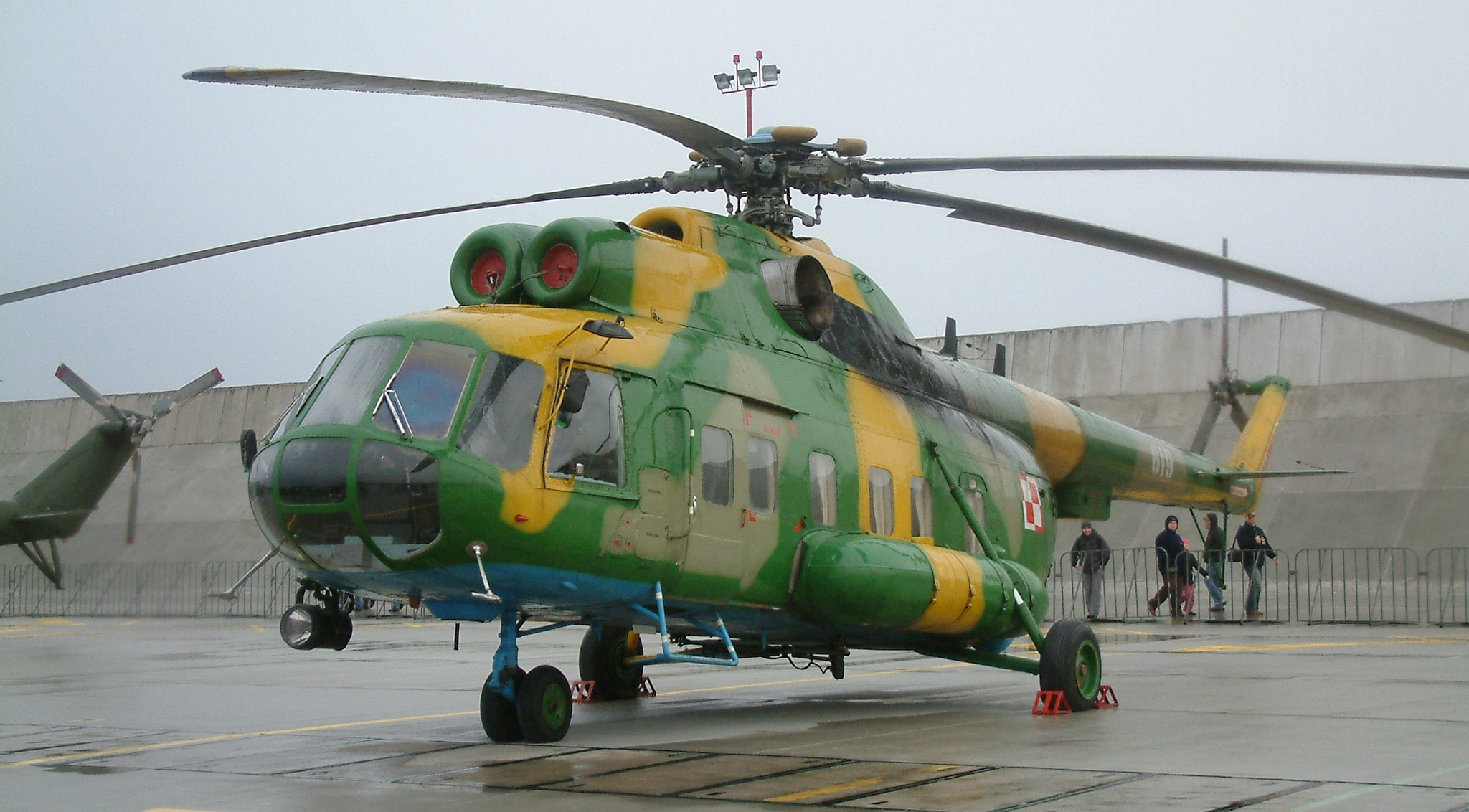
Esempio di un elicottero Mil Mi-8 camuffato

La progettazione del camuffamento degli aeromobili risulta maggiormente complicata, in quanto dipende dal fatto che il colore del velivolo varia a seconda della posizione dell'osservatore (sopra o sotto) e la natura dello sfondo. Molti sistemi di camuffamento contro-aerei usati nel passato adottavano un colore chiaro sotto e colori più scuri nella parte superiore.
Altri approcci mimetici riconoscono che il velivolo durante un combattimento subisce torsioni e rotazioni e quindi il motivo/colore mimetico viene applicato uniformemente sull'intero aereo.
Le velocità più elevate degli aerei moderni, e l'utilizzo dei radar e dei missili da combattimento, hanno ridotto il valore di camuffamento visivo, mentre hanno aumentando il valore delle misure e contromisure che sfruttano le tecnologie stealth. Queste consistono in una particolare vernice moderna, progettata per assorbire la radiazione elettromagnetica utilizzata dal radar, riducendo la firma del velivolo, e di limitare l'emissione di luce infrarossa utilizzata in alcuni tipi di missili, come quelli ad inseguimento del calore (missile a guida infrarossa). Ulteriori progressi in mimetica dei velivoli sono quelli basati sul cosiddetto "camuffamento attivo".

## Nel mondo

### Francia

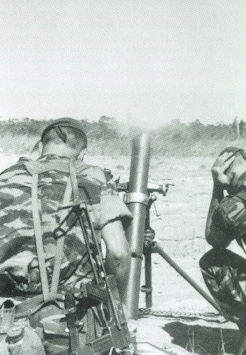
Legione straniera francese - battaglia di Kolwezi, 1978

Il pattern Lizard, anche conosciuto come TAP47, fu utilizzato dall'esercito francese per le proprie divise mimetiche, dal 1947 fino alla fine degli anni 1980 circa.
Questo tipo di tessuto mimetico era composto da due stampe sovrapposte, generalmente verde e marrone, stampate lasciando alcune lacune in modo che un terzo colore tinto, ad esempio un verde chiaro o cachi, potesse rappresentare lo sfondo del modello. Ciò era derivato dal precedente modello inglese Denison smocks. I modelli Lizard, rispetto ai modelli britannici, avevano strette zone stampate e un forte orientamento orizzontale, tagliando la forma verticale del corpo umano.
L'Armée de terre usa come schema mimetico il camouflage Centre-Europe.

### Germania
In Germania, i tedeschi sperimentarono prima dell'inizio della guerra con alcune unità i camuffamenti Splittermuster. Le Waffen-SS sperimentarono queste divise nel 1935. Il primo camuffaggio per le Waffen-SS, come molti altri, fu progettato dal Prof. Johann Georg Otto Schick.
- Platanenmuster ("pattern platano") (1937-1942): con le variazioni primavera / estate e autunno / inverno;
- Rauchtarnmuster ("pattern bordo sfocato") (1939-1944): con le variazioni primavera / estate e autunno / inverno;
- Palmenmuster ("pattern color palma") (circa 1941): con le variazioni estate / autunno;
- Beringtes Eichenlaubmuster ("anelli modello di foglia di quercia") (dal 1942 fino al 1945);
- Eichenlaubmuster ("modello di foglia di quercia") (1943-1945): con le variazioni primavera / estate e autunno / inverno;
- Erbsenmuster ("pattern pisello") (1944-1945): con le variazioni primavera / estate e autunno / inverno;
- Leibermuster ("pattern color pelle") (1945);[80]
- Telo mimetico ('stoffa mimetica'), usando il tessuto del telo mimetico mod. 1929 sequestrato agli italiani nel 1943 (le SS Leibstandarte Adolf Hitler spesso indossavano questo modello).
- Sumpfmuster ('pattern palude'), fu un camuffamento della Wehrmacht usato la prima volta nel 1943, e con una variazione nel 1944.

Oltre a Leibermuster, i nomi ufficiali dei modelli mimetici tedeschi utilizzati in tempo di guerra non sono noti: i nomi di cui sopra sono quelli utilizzati dagli storici militari e dai collezionisti.

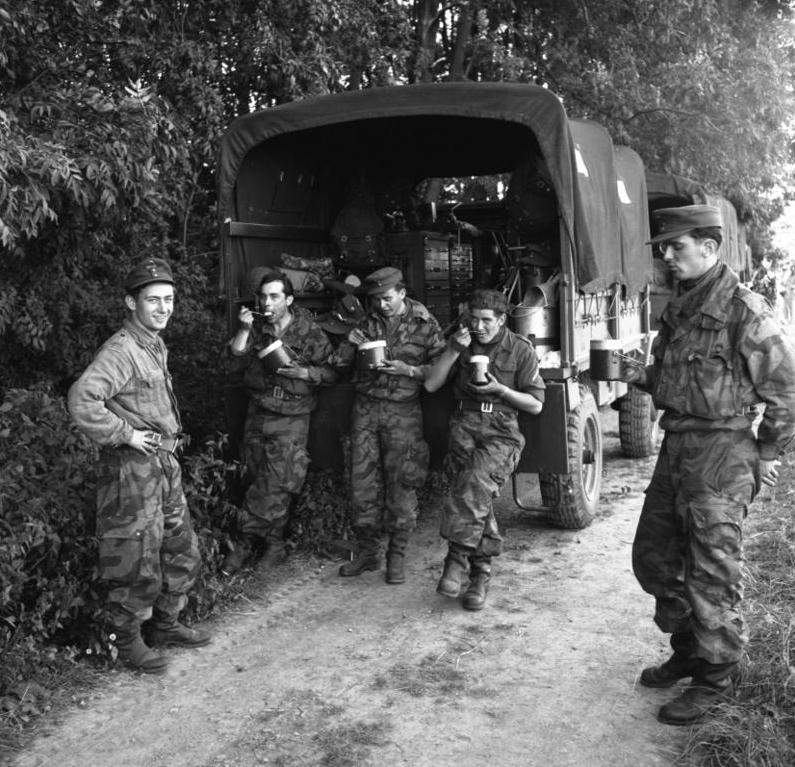
Uniformi mimetiche del Bundeswehr (1958)

Le prime uniformi della Bundeswehr nel 1955 avevano una mimetica del tutto simile a quello adottata prima della guerra, lo Splittermuster. Questi cambiarono colore, adottando nel 1960 un verde chiaro scuro, a sua volta sostituito dal Flecktarn nel 1990. Quest'ultimo era basato sul camuffamento desertico Bundeswehr Wüstentarn.

### Regno Unito
Sviluppata nel 1930, la mimetica color cachi è stato ampiamente utilizzata a partire dal 1939. Con l'avvio di una nuova guerra mondiale, le sezioni mimetiche sono state riattivate. Gli inglesi istituirono un apposito centro per il camuffaggio, il "Camouflage and Training Centre", nel 1940 presso il castello di Farnham, nella contea Surrey. All'inizio il personale includeva artisti del Industrial Research Camouflage Corp come Roland Penrose e Frederick Gore, e l'illusionista Jasper Maskelyne (divenne maggiormente noto per i camuffamenti durante la campagna del Nordafrica). Gli inglesi non hanno utilizzato un modello di uniforme dirompente fino al 1942, con la mano dipinta a Denison smock per paracadutisti, seguita nel 1943 con una divisa simile allo stile M42.

### Stati Uniti d'America

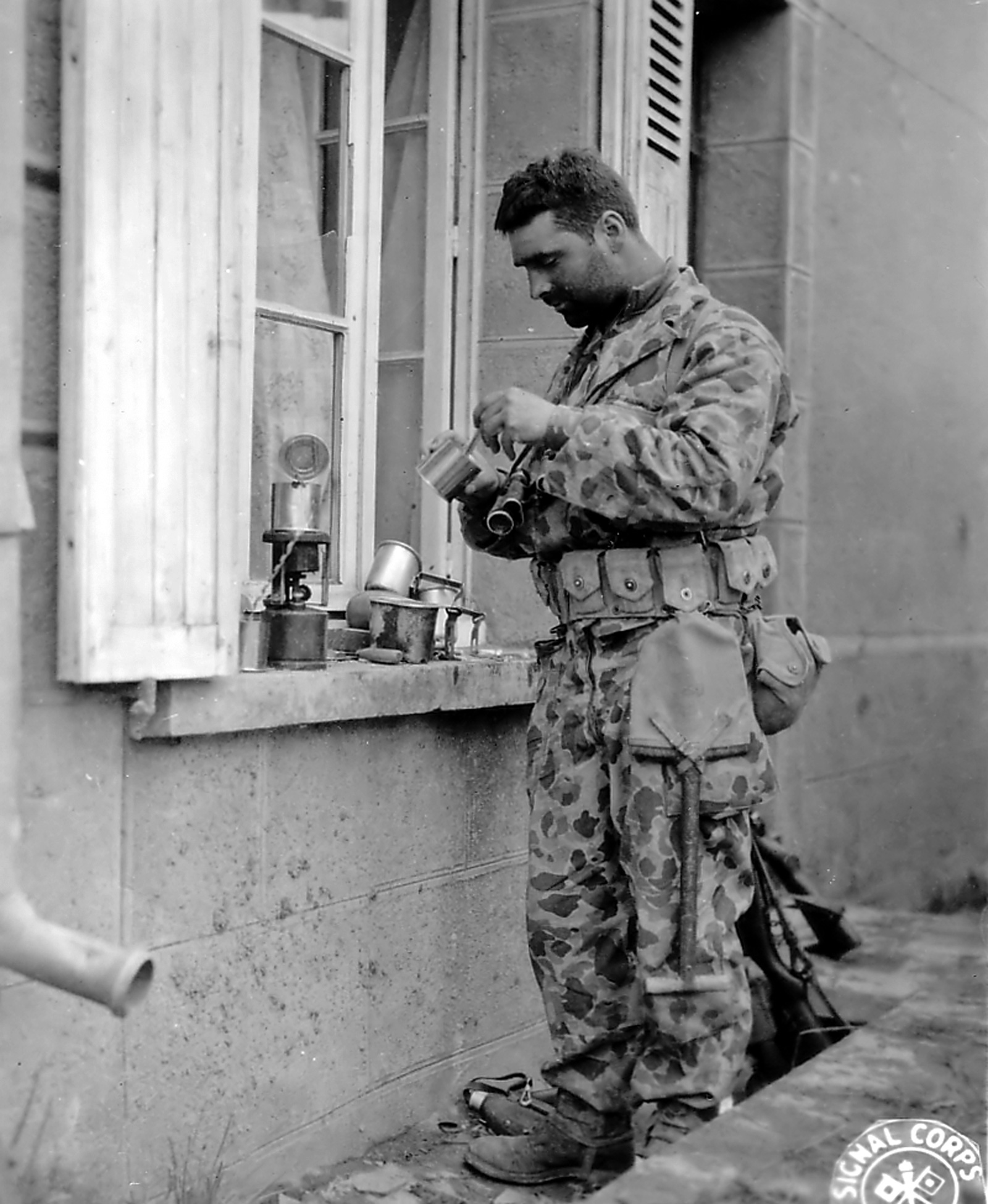
Esempio dell'uniforme mimetica utilizzata nell'area del pacifico, molto simile a quella dei paracadutisti tedeschi, i Fallschirmjäger

L'United States Army Corps of Engineers iniziò gli esperimenti nel 1940. Ciò ha comportato la reversibilità nel design "spot frog-skin/leopard", in primo luogo nel 1942 come un'uniforme reversibile "spiaggia"/"giungla", ma ben presto venne cambiata con due parti, giacca e pantaloni. È stata utilizzata per la prima volta dai United States Marine Corps durante i combattimenti contro i giapponesi nel teatro del Pacifico. Nel 1944, le unità del 2nd Armored Division durante la battaglia di Normandia vestivano con un'uniforme "pelle di rana/a macchia di leopardo", ma data la somiglianza con la mimetica indossata dalle truppe paracadutiste tedesche, i Fallschirmjäger, queste portarono ad un intenso fuoco amico, e furono quindi ritirate. Le uniformi a macchia di leopardo continuarono ad essere indossate dal Battaglione United States Marine Corps Force Reconnaissance (il cui ruolo è stato ripreso dall'unità USMC Recon nal 1954) e dalle Combat Swimmer Reconnaissance Units (poi evolvute nei Navy SEAL).

## Esempi di camuffamento militare

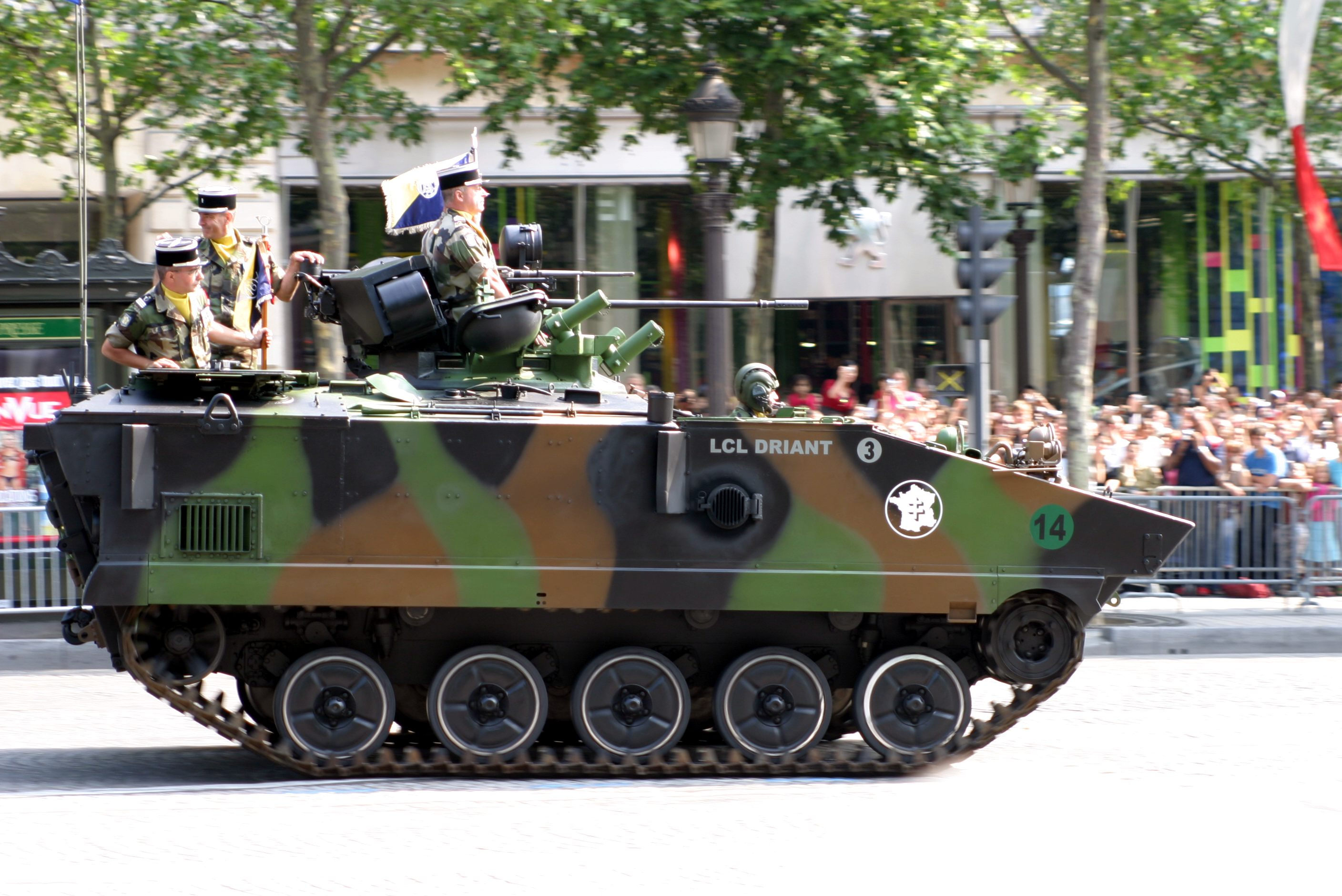
AMX 10
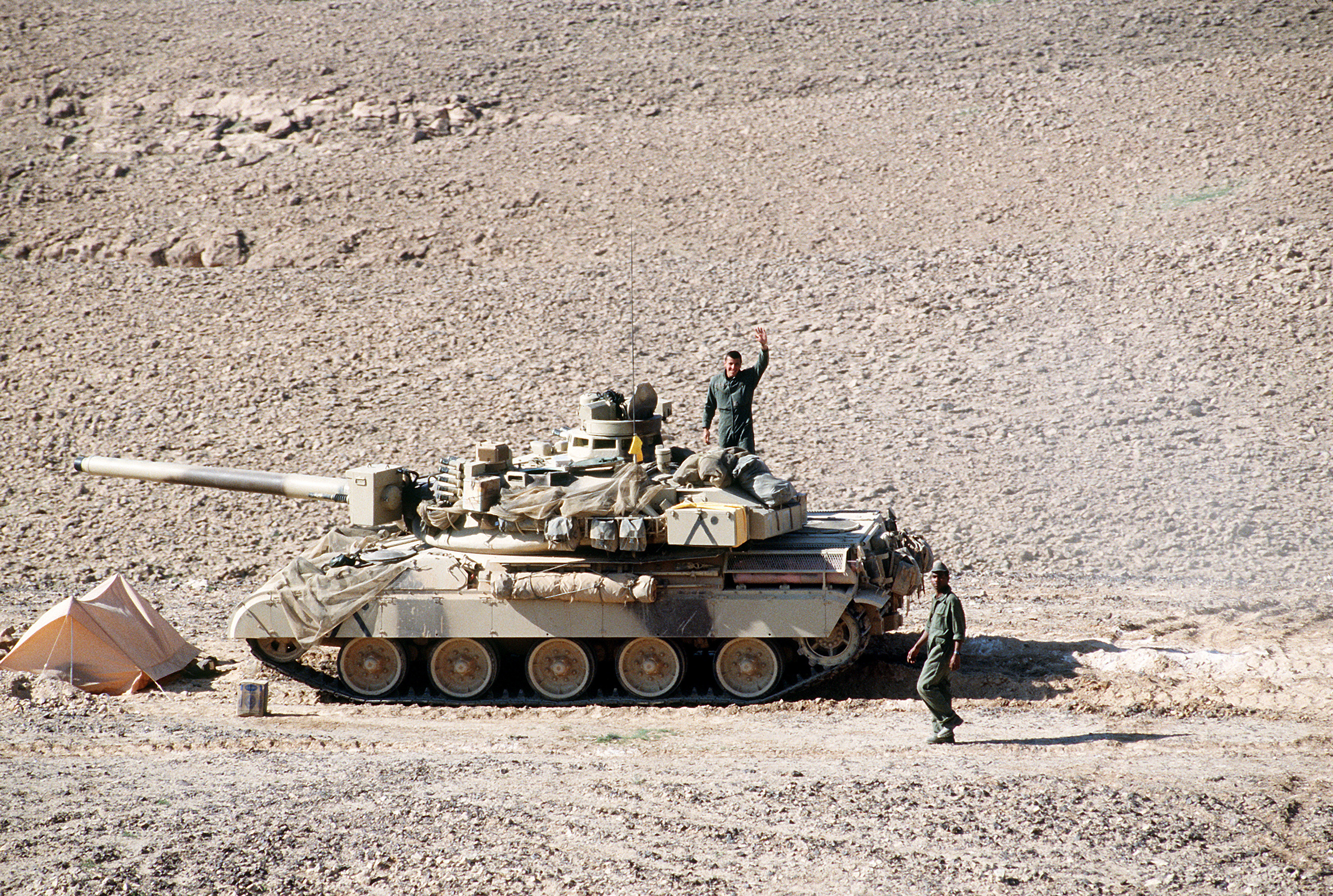
AMX 30 con camuffamento desertico
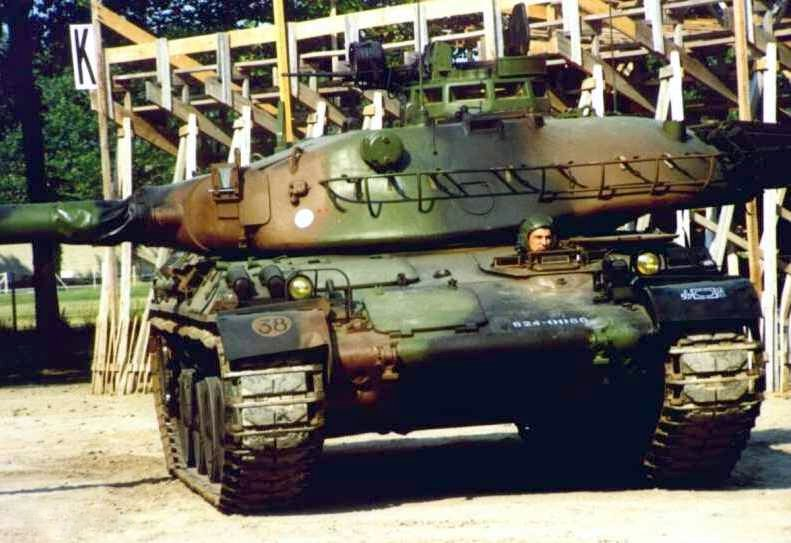
AMX 30 con camuffamento color foresta
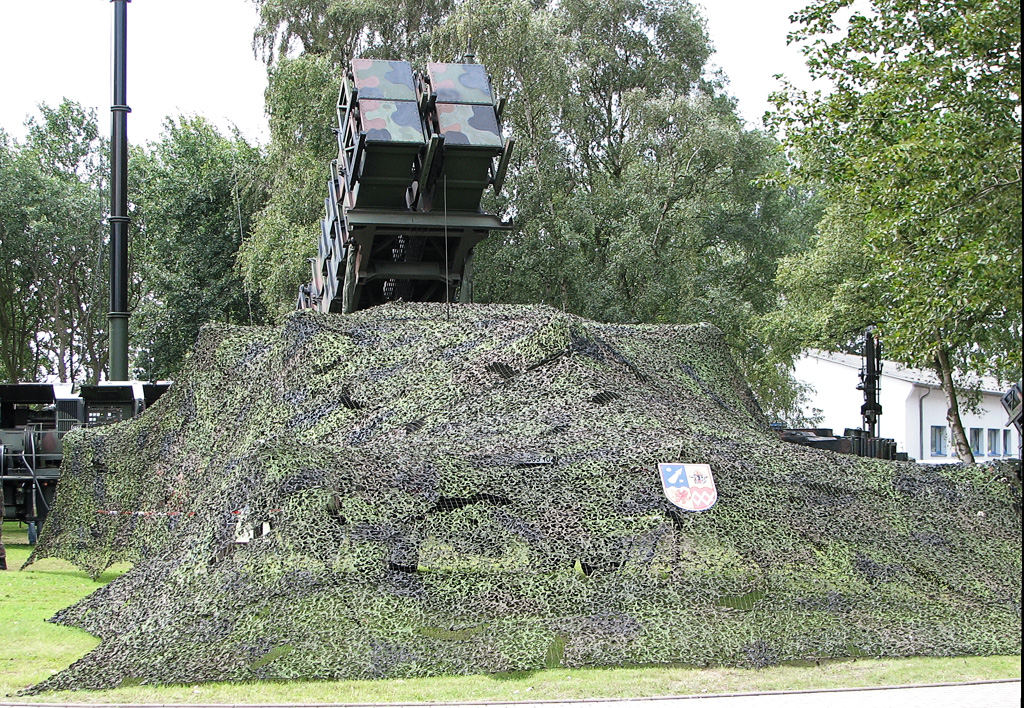
Telo mimetico color foresta